# Samara (Hatulia)
Samara ist ein osttimoresischer Ort und Suco im Verwaltungsamt Hatulia (Gemeinde Ermera).

## Der Ort
Der Ort Samara liegt im Nordwesten des Sucos, auf einer Meereshöhe von 296 m. Hier befindet sich die Grundschule des Sucos, die Escola Primaria Samara.

## Der Suco
In Samara leben 623 Einwohner (2022), davon sind 319 Männer und 304 Frauen. Im Suco gibt es 114 Haushalte. Über 94 % der Einwohner geben Kemak als ihre Muttersprache an. Fast 4 % sprechen Tetum Prasa und eine Minderheit Mambai.
Vor der Gebietsreform 2015 hatte Samara eine Fläche von 17,35 km². Nun sind es 12,71 km². Der Suco liegt im Südwesten des Verwaltungsamts Hatulia. Nördlich liegt der Suco Ailelo, nordöstlich Hatolia Vila, südöstlich Coilate-Letelo und südlich Leimea-Craic. Im Westen grenzt Samara an das Verwaltungsamt Cailaco (Gemeinde Bobonaro) mit seinem Suco Purugua. Die Grenze bildet der Fluss Marobo, der zum System des Lóis gehört. In den Marobo münden alle Flüsse Samaras. An der Nordgrenze fließt der Fohola, durch den Norden des Sucos der Celere. Im Südosten entspringt der Magolara, der in den Motur mündet, der Grenzfluss im Südosten, der wiederum in den Grenzfluss zu Leimea-Craic fließt, den Garai. Der Ort Samara liegt südlich des Flusses Celere. Nördlich befinden sich die beiden Orte Petalara und Railuli (Raeluli).
Im Suco befinden sich die zwei Aldeias Petalara und Railuli.

## Geschichte
Am 24. April 1976 eroberten die Indonesier Samara. Der Widerstand der  FALINTIL wurde durch die Übermacht schnell gebrochen. 500 Einwohner Samaras wurden im Ort Ermera interniert, wo sie an Hunger litten.
2003 waren die damaligen Subdistrikte Atsabe und Hatulia Schauplatz von Überfällen und Scharmützeln, in die die Organisation Colimau 2000 verwickelt war. Eines der Zentren war Samara, wo Soldaten der FDTL von Colimau-2000-Mitgliedern eingekreist wurden. Die Soldaten schossen in die Luft, um sich zu verteidigen. 50 Personen, darunter 39 Colimau-2000-Mitglieder, wurden verhaftet, doch von den Gerichten wurden alle Verdächtige wieder freigelassen, da bei der Verhaftung rechtsstaatliche Vorgaben nicht erfüllt waren. Die Opfer in Samara und Atsabe protestierten dagegen schriftlich bei der Landesregierung.

## Politik
Bei den Wahlen von 2004/2005 wurde Alexandrino de Jesus zum Chefe de Suco gewählt und 2009 in seinem Amt bestätigt. Bei den Wahlen 2016 gewann Marcelo Caetano Menezes.